# Norberto Méndez
Norberto Doroteo Méndez (5 stycznia 1923 – 22 czerwca 1998) – piłkarz argentyński noszący przydomek Tucho, napastnik.

## Życiorys
Urodzony w Buenos Aires Méndez karierę piłkarską rozpoczął w 1941 roku w klubie CA Huracán, gdzie zadebiutował obok dwóch wybitnych reprezentantów kraju – Herminio Masantonio i Emilio Baldonedo. Jako piłkarz klubu Huracán wziął udział w turnieju Copa América 1945, gdzie Argentyna zdobyła tytuł mistrza Ameryki Południowej. Méndez zagrał w pięciu meczach – z Ekwadorem, Kolumbią (zdobył 2 bramki), Chile (zdobył 1 bramkę), Brazylią (zdobył wszystkie 3 bramki) i Urugwajem. Jako zdobywca 6 bramek został królem strzelców turnieju.
Rok później wziął udział w turnieju Copa América 1946, gdzie Argentyna drugi raz z rzędu zdobyła tytuł mistrza Ameryki Południowej. Méndez zagrał we wszystkich pięciu meczach – z Paragwajem (w 68 minucie wszedł na boisko za Vicente de la Matę), Boliwią (zdobył 2 bramki), Chile, Urugwajem (zdobył bramkę) i Brazylią (zdobył wszystkie 2 bramki). Jako zdobywca 5 goli został wicekrólem strzelców turnieju.
Nadal jako gracz klubu Huracán wziął udział w turnieju Copa América 1947, gdzie Argentyna trzeci raz z rzędu zdobyła mistrzostwo Ameryki Południowej. Méndez zagrał we wszystkich 7 meczach – z Paragwajem (zdobył bramkę), Boliwią (zdobył 2 bramki), Peru, Chile, Kolumbią, Ekwadorem (zdobył bramkę) i Urugwajem (zdobył 2 bramki – w 86 minucie zmienił go Mario Fernández). Jako zdobywca 6 bramek został wicekrólem strzelców turnieju.
W 1947 roku, razem z duetem Juan Carlos Salvini - Llamil Simes, został graczem klubu Racing Club de Avellaneda, tworząc znakomity atak: Juan Carlos Salvini - Norberto Doroteo Méndez - Rubén Norberto Bravo - Llamil Simes - Ezra Sued. Razem z Racingiem trzy razy z rzędu zdobył tytuł mistrza Argentyny - w 1949, 1950 i 1951 roku. W 1952 roku na trzy miesiące wypożyczony został do urugwajskiego klubu Club Nacional de Football, któremu pomógł w zdobyciu mistrzostwa Urugwaju. Po powrocie do Racingu pomógł klubowi zdobyć wicemistrzostwo Argentyny. Później Méndez grał w Racingu jeszcze przez 2 lata - łącznie w barwach Racingu rozegrał 128 meczów i zdobył 47 bramek.
W 1954 roku przeniósł się do klubu CA Tigre. W 1956 roku wrócił do klubu Huracán, gdzie w 1958 roku zakończył karierę piłkarską. Méndez w lidze argentyńskiej rozegrał łącznie 392 mecze i zdobył 123 bramki.
W reprezentacji Argentyny w latach 1945–1956 rozegrał 31 meczów i zdobył 19 bramek. Aż 17 bramek zdobył podczas turniejów Copa América, co czyni go najlepszym strzelcem w tabeli wszech czasów tych rozgrywek.
Méndez był piłkarzem krępym i niewysokim, mającym podobne skłonności do tycia jak słynny węgierski piłkarz Ferenc Puskás. Charakteryzowała go kocia zręczność ruchów, a piłką potrafił z jednakową swobodą operować obiema nogami, jak i głową. Mistrzowsko opanował tzw. palomity, czyli lekkie, podkręcone strzały, przy których piłka zataczała łuk przed wpadnięciem w światło bramki. Nie ograniczał się jednak do lekkich, technicznych strzałów, gdyż potrafił uderzać z potężną siłą z odległości 30 metrów. Należy także do najwybitniejszych mistrzów dryblingu w dziejach argentyńskiego futbolu. Nigdy jednak, w odróżnieniu od pozostałych wirtuozów, nie nadużywał dryblingu, nie stosował go jedynie na pokaz, ale zawsze po to, by zbliżyć się do bramki rywala i strzelić gola.
Mówiono o Méndezie, że miał trzy wielkie miłości w swym życiu - Huracán był jego ukochaną, Racing żoną, a reprezentacja Argentyny pasją.

## Sukcesy
| Sezon | Drużyna     | Tytuł                      |
| ----- | ----------- | -------------------------- |
| 1942  | Huracán     | Copa Adrián Escobar        |
| 1943  | Huracán     | Copa Adrián Escobar        |
| 1944  | Huracán     | Copa Británica             |
| 1945  | Argentyna   | Mistrz Ameryki Południowej |
| 1945  | Argentyna   | Copa Lipton                |
| 1945  | Argentyna   | Copa Newton                |
| 1945  | Argentyna   | Copa Chevallier Boutell    |
| 1946  | Argentyna   | Mistrz Ameryki Południowej |
| 1947  | Argentyna   | Mistrz Ameryki Południowej |
| 1949  | Racing Club | Mistrz Argentyny           |
| 1950  | Racing Club | Mistrz Argentyny           |
| 1950  | Argentyna   | Copa Chevallier Boutell    |
| 1951  | Racing Club | Mistrz Argentyny           |
| 1952  | Nacional    | Mistrz Urugwaju            |
| 1952  | Racing Club | Wicemistrz Argentyny       |